# Maïssa Bey

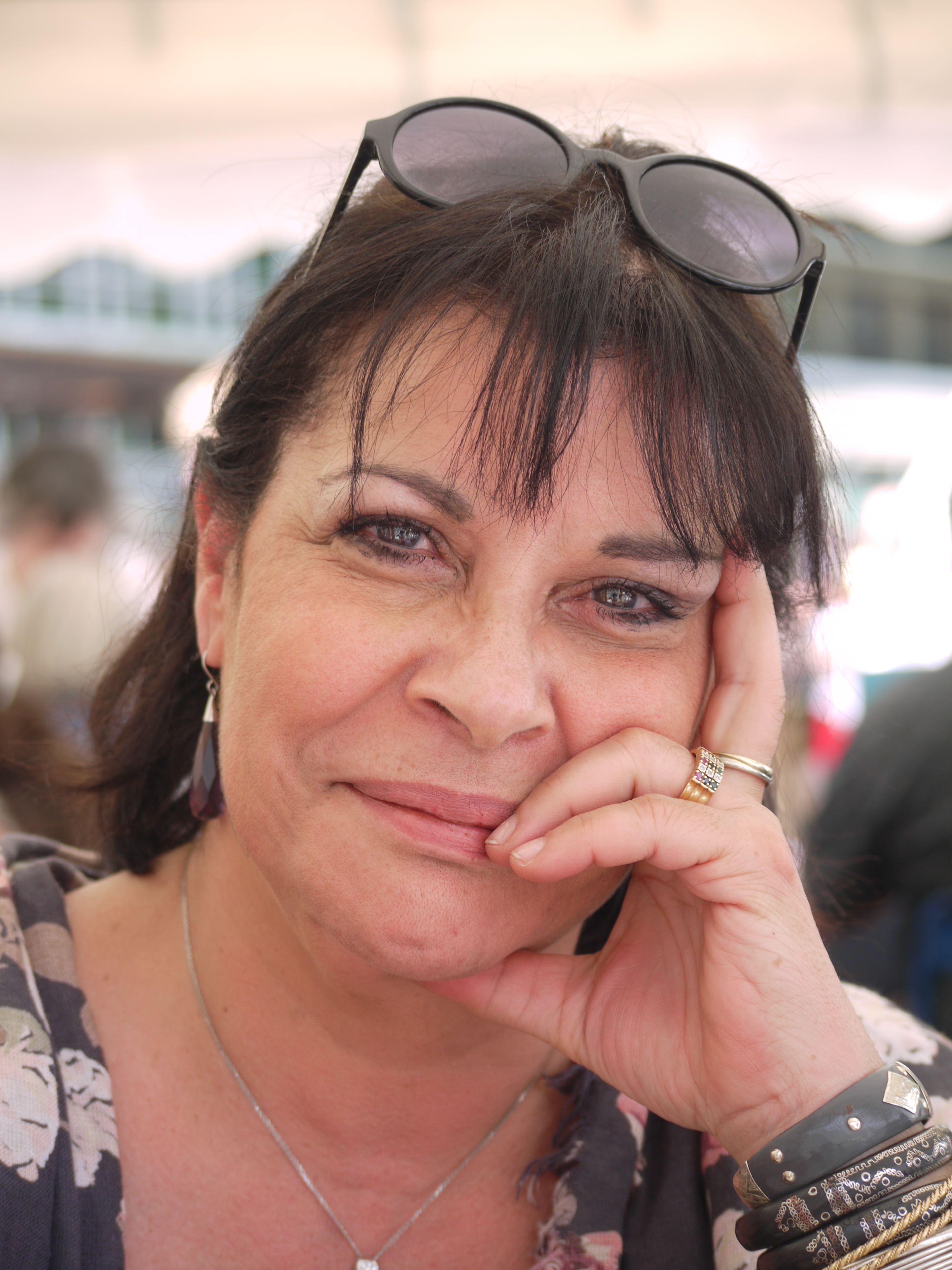
Maïssa Bey.

Maïssa Bey (* 1950 in Ksar el Boukhari) ist das Pseudonym der algerischen Schriftstellerin Samia Benameur, die in französischer Sprache schreibt. Sie wurde in Deutschland bekannt durch Lesungen in der Universität Osnabrück am 26. Oktober 2006, am 23. Oktober 2006 am Institut Français in Bremen (organisiert vom Fachbereich 10 der Universität Bremen) sowie am 24. Oktober 2006 an der Universität Hamburg.

## Werke
- Nachts unterm Jasmin. (Sous le jasmin la nuit) Übers. Christine Belakhdar. Verlag Donata Kinzelbach, 2010
- Ausgeblendet. Fragmente. (Entendez-vous dans les montagnes) Übers. Christine Belakhdar. Kinzelbach, Mainz 2011 ISBN 978-3-942490-06-1